# Nurmachmad Chołow
Nurmachmad Chołow (ros. Нурмахмад Холов; tadż. Нурмаҳмад Холов, Nurmahmad Cholow; ur. 22 kwietnia 1953 roku) – rosyjski dyplomata, ambasador nadzwyczajny i pełnomocny w Katarze. Jest synem Mahmadullo Cholowa. W 1976 roku ukończył Tadżycki Uniwersytet Narodowy. Rok później rozpoczął pracę w aparacie dyplomatycznym. Włada językiem arabskim, perskim i angielskim. Żonaty, ma czworo dzieci: syna i trzy córki.